# Colin Mason
Pour les articles homonymes, voir Mason.
Colin Mason est un critique musical et musicographe britannique né le 26 janvier 1924 à Northampton et mort le 6 février 1971 à Londres. 

## Biographie
Colin Mason naît le 26 janvier 1924 à Northampton.
Il étudie au Trinity College of Music de Londres avant d'obtenir, après la Seconde guerre mondiale, une bourse de l'État hongrois afin d'écrire un livre sur Béla Bartók. En Hongrie, il est élève de l'Académie de musique de Budapest entre 1947 et 1949.
Lorsqu'il retourne au Royaume-Uni, Mason devient critique musical, au Manchester Guardian entre 1951 et 1964, puis au Daily Telegraph à partir de 1964. Il est également rédacteur de la revue musicale Tempo (en) à compter de 1962.
Comme musicographe, Colin Mason est responsable éditorial de l'édition révisée en 1963, avec un troisième volume supplémentaire, de la Cyclopedic Survey of Chamber Music de Walter Willson Cobbett. En outre, il est l'auteur de Music in Britain, 1951-1961 (Londres, 1963), et contribue au Grove Dictionary of Music and Musicians.
Colin Mason meurt le 6 février 1971 à Londres.